# 51ª Divisione fanteria "Siena"
La 51ª Divisione fanteria "Siena" fu una grande unità di fanteria del Regio Esercito durante la seconda guerra mondiale.

## Ordine di battaglia: 1940
- 31º Reggimento fanteria "Siena"
- 32º Reggimento fanteria "Siena"

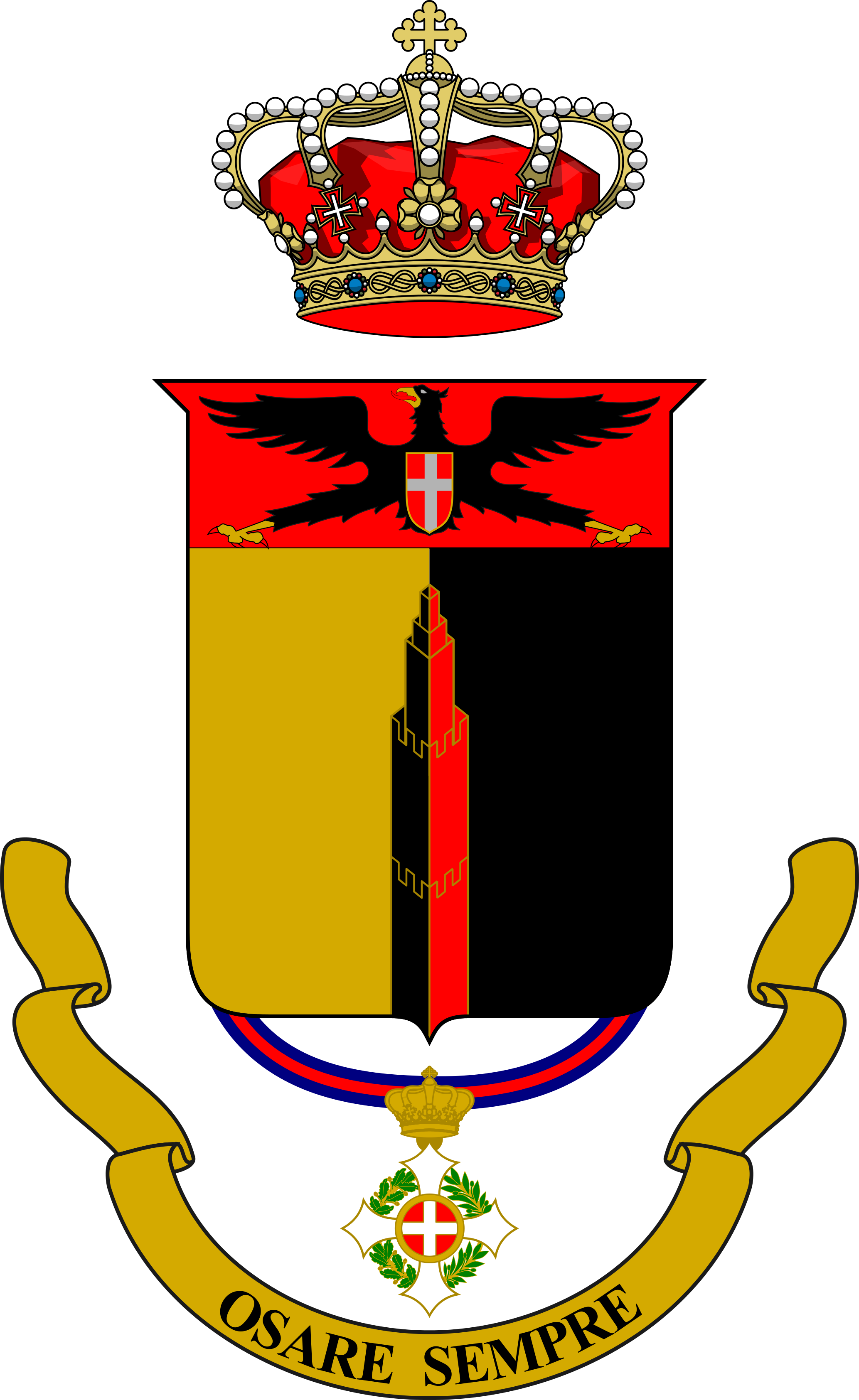
Stemma araldico del 31° Rgt.fanteria "Siena", 1939

- CXLI Battaglione CC.NN. d'Assalto "Caserta"
- 51º Reggimento artiglieria "Siena"
- LI Battaglione mortai da 81
- 51ª Compagnia cannoni controcarro da 47/32
- 83ª Compagnia genio artieri
- 51ª Compagnia mista telegrafisti/marconisti
- 64ª Sezione genio fotoelettricisti
- servizi divisionali
- I Battaglione Volontari Albanesi
- III Gruppo squadroni/19º Reggimento "Cavalleggeri Guide"
- III Plotone mitraglieri/5º Squadrone/19º Reggimento "Cavalleggeri Guide"
- I Gruppo da 75/13/24º Reggimento artiglieria "Peloritana"/29ª Divisione fanteria "Piemonte"
- un gruppo artiglieria di corpo d'armata da 105/28
- batteria d'accompagnamento da 65/17/49º Reggimento fanteria "Parma"/49ª Divisione fanteria "Parma"
- una compagnia genio artieri di corpo d'armata

## Ordine di battaglia: 1941
- 31º Reggimento fanteria "Siena"
- 32º Reggimento fanteria "Siena"
- 141ª Legione CC.NN. d'Assalto "Capuana"
  - CXLI Battaglione CC.NN. d'Assalto "Caserta"
  - CLIII Battaglione CC.NN. d'Assalto "Brindisi"
- 252ª Compagnia CC.NN. mitraglieri
- 51º Reggimento artiglieria "Siena"
- LI Battaglione mortai da 81
- 51ª Compagnia cannoni controcarro da 47/32
- 83ª Compagnia genio artieri
- 51ª Compagnia mista telegrafisti/marconisti
- 64ª Sezione genio fotoelettricisti
- servizi divisionali

## Ordine di battaglia: 1943
- 31º Reggimento fanteria "Siena"
- 32º Reggimento fanteria "Siena"
- 51º Reggimento artiglieria "Siena"
- LI Battaglione mortai da 81
- LI Battaglione mitraglieri
- LI Battaglione misto genio
- LI Plotone chimico
- un distaccamento Regia Guardia di Finanza

## Comandanti (1939-1943)
- Gen. D. Ercole Caligian (15 settembre 1939 - 30 aprile 1940)
- Gen. D. Gualtiero Gabutti (1º maggio - 8 dicembre 1940)
- Gen. D. Giulio Perugi (9 dicembre 1940 - 5 gennaio 1941)
- Gen. D. Angelico Carta (6 gennaio 1941 - 10 settembre 1943)